# Rude Awakening (filme)
Rude Awakening (bra O Sonho Já Era?) é um filme norte-americano de 1989, do gênero comédia, dirigido por David Greenwalt e Aaron Russo.

## Sinopse
Na década de 1960, quando os Estados Unidos estavam envolvidos na Guerra do Vietnã, dois pacifistas fogem do FBI. Vinte anos depois, eles revelam documentos secretos do governo americano de iniciar uma guerra nuclear.

## Elenco principal
- Dion Anderson
- Frederikke Borge
- Peter Boyden
- Robert Carradine
- Rae Dawn Chong
- Rodney Clark
- Elzbieta Czyzewska
- Cliff de Young
- David Eigenberg
- Ed Fry
- Michelle Hurd
- Edward James Hyland
- Rosanna Iversen
- Timothy Leary
- Eric Roberts
- Tom Sizemore
- Cindy Williams
- Melora Walters